# Campeonato Soviético de Xadrez de 1920
O Campeonato Soviético de Xadrez de 1920 foi a 1ª edição do Campeonato de Xadrez da União Soviética, realizado em Moscou, entre 4 e 
24 de outubro de 1920. O futuro campeão mundial Alexander Alekhine venceu a competição com um ponto a frente do segundo colocado. O campeonato aconteceu ainda durante o período de Guerra Civil na Rússia, e contava com apenas quatro jogadores com o título de mestre (Alekhine, Levenfish, Ilia Rabinovitch e Abram Rabinovitch). A transcrição de poucas partidas desse campeonato foram recuperadas; na época ainda se publicava um boletim com as partidas, prática que se iniciou anos depois. Inicialmente, esse campeonato foi chamado de "Olimpíada de todas as Rússias", retrospectivamente foi considerado como o primeiro campeonato soviético.
Durante o campeonato, alguns jogadores fizeram um protesto contra as más condições de alimentação da época, limitadas em uma pobre ração militar. Ilyin-Genevsky liderava os jogadores que ameaçaram uma greve. Genevsky era militante comunista; de origem rica, havia sido expulso da escola no período anterior à Revolução Russa por apoiar os bolcheviques. Alekhine não assinou o protesto, embora se solidarizasse com os manifestantes, afirmando que não era justo jogar contra jogadores famintos.

## Classificação final

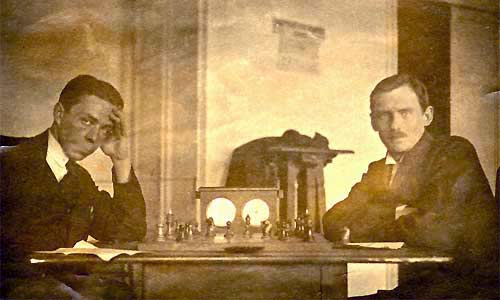
Alekhine e Romanovsky em 1920

| N° | Jogador                  | 1 | 2 | 3 | 4 | 5 | 6 | 7 | 8 | 9 | 10 | 11 | 12 | 13 | 14 | 15 | 16 | Total |
| -- | ------------------------ | - | - | - | - | - | - | - | - | - | -- | -- | -- | -- | -- | -- | -- | ----- |
| 1  | Alexander Alekhine       | - | ½ | ½ | 1 | 1 | 1 | 1 | ½ | ½ | ½  | ½  | 1  | 1  | 1  | 1  | 1  | 12    |
| 2  | Peter Romanovsky         | ½ | - | 1 | 0 | ½ | 1 | 1 | 0 | 1 | 1  | 1  | 0  | 1  | 1  | 1  | 1  | 11    |
| 3  | Grigory Levenfish        | ½ | 0 | - | 0 | 1 | ½ | 1 | ½ | 1 | ½  | 1  | 1  | ½  | 1  | ½  | 1  | 10    |
| 4  | Ilya Rabinovich          | 0 | 1 | 1 | - | 0 | 0 | 0 | ½ | ½ | 1  | 1  | 1  | 1  | ½  | 1  | 1  | 9½    |
| 5  | Nikolai Grigoriev        | 0 | ½ | 0 | 1 | - | 1 | 1 | 0 | 0 | 0  | 0  | 1  | 1  | 1  | 1  | 1  | 8½    |
| 6  | Abram Rabinovich         | 0 | 0 | ½ | 1 | 0 | - | 1 | ½ | 1 | ½  | 0  | 1  | 0  | 1  | 1  | 1  | 8½    |
| 7  | Arvid Kubbel             | 0 | 0 | 0 | 1 | 0 | 0 | - | ½ | 1 | ½  | ½  | 1  | 1  | 1  | 1  | 1  | 8½    |
| 8  | Benjamin Blumenfeld      | ½ | 1 | ½ | ½ | 1 | ½ | ½ | - | 0 | ½  | 0  | 1  | 0  | 1  | ½  | ½  | 8     |
| 9  | Alexander Ilyin-Genevsky | ½ | 0 | 0 | ½ | 1 | 0 | 0 | 1 | - | 1  | 0  | ½  | 1  | 0  | ½  | 1  | 7     |
| 10 | Dawid Daniuszewski       | ½ | 0 | ½ | 0 | 1 | ½ | ½ | ½ | 0 | -  | ½  | ½  | 0  | 1  | ½  | 1  | 7     |
| 11 | Nikolai Zubarev          | ½ | 0 | 0 | 0 | 1 | 1 | ½ | 1 | 1 | ½  | -  | 0  | 0  | 0  | 1  | 0  | 6½    |
| 12 | Nikolay Pavlov-Pianov    | 0 | 1 | 0 | 0 | 0 | 0 | 0 | 0 | ½ | ½  | 1  | -  | 1  | ½  | 1  | 1  | 6½    |
| 13 | Nikolay Tselikov         | 0 | 0 | ½ | 0 | 0 | 1 | 0 | 1 | 0 | 1  | 1  | 0  | -  | 0  | 0  | 1  | 5½    |
| 14 | August Mundt             | 0 | 0 | 0 | ½ | 0 | 0 | 0 | 0 | 1 | 0  | 1  | ½  | 1  | -  | ½  | 0  | 4½    |
| 15 | D. Pavlov                | 0 | 0 | ½ | 0 | 0 | 0 | 0 | ½ | ½ | ½  | 0  | 0  | 1  | ½  | -  | ½  | 4     |
| 16 | I. Golubev               | 0 | 0 | 0 | 0 | 0 | 0 | 0 | ½ | 0 | 0  | 1  | 0  | 0  | 1  | ½  | -  | 3     |